# Liste der Monuments historiques in Villeneuve-d’Entraunes
Die Liste der Monuments historiques in Villeneuve-d’Entraunes führt die Monuments historiques in der französischen Gemeinde Villeneuve-d’Entraunes auf.

## Liste der Objekte
| Bezeichnung                                                                                                  | Beschreibung                          | Standort                       | Kennzeichnung | Schutzstatus | Datum | Bild |
| --- | ------------------------------------- | ------------------------------ | ------------- | ------------ | ----- | ---- |
| Gemälde Notre-Dame des-grâces entre les saintes marguerite et Marthe                                         | Ölgemälde von Jacques Viany, 1638     | in der Kirche St-Pierre (Lage) | PM06001284    | Classé       | 1984  |      |
| Gemälde La Vierge du rosaire, entre saint Dominique et sainte Catherine de Sienne et les mystères du rosaire | Ölgemälde, Mitte des 17. Jahrhunderts | in der Kirche St-Pierre (Lage) | PM06001285    | Classé       | 1984  |      |